# Pachysaga strobila
Pachysaga strobila es una especie de insecto de la familia Tettigoniidae. Es endémico de Australia.